# Josh Pence
Joshua Charles Pence (Santa Mônica, 8 de junho de 1982) mais conhecido como Josh Pence, é um ator americano.

## Infância
Pence nasceu em Santa Mônica, Califórnia, filho de Charles e Linda Pence. Em 2000 ele se formou na Santa Monica High School e se mudou para Hanover, Nova Hampshire, indo estudar na Faculdade de Dartmouth, se formando em 2004. Após se formar ele se mudou para Nova York e depois para Los Angeles em 2007.

## Carreira
O primeiro papel de Pence foi em The Good Shepherd como Bonesman, não sendo creditado.
Em 2010 ele estrelou o filme The Social Network como Tyler Winklevoss junto com Armie Hammer. Pence atuou como dublê de corpo durante as filmagens, e na pós-produção o rosto de Hammer foi colocado em cima do seu. Telas divididas também foram usadas. Pence também aparece em ponta no filme.

## Filmografia
| Ano  | Título                      | Papel            | Notas                   |
| ---- | --------------------------- | ---------------- | ----------------------- |
| 2006 | The Good Shepherd           | Bonesman         | Não-creditado           |
| 2007 | Super Sweet 16: The Movie   | Abercrompie      |                         |
| 2008 | CSI: NY                     | Bartender        | Série de TV, 1 episódio |
| 2008 | CSI: Miami                  | A. J. Watkins    | Série de TV, 1 episódio |
| 2009 | Wish                        | Thomas           | Curta                   |
| 2009 | The Things We Carry         | Lance            |                         |
| 2010 | The Gates                   | Henry            | Série de TV, 1 episódio |
| 2010 | The Social Network          | Tyler Winklevoss | Dublê de corpo          |
| 2011 | Parks and Recreation        | Vaqueiro         | Série de TV, 1 episódio |
| 2011 | The Algerian                | Patrick          |                         |
| 2012 | Battleship                  | Chefe Moore      |                         |
| 2012 | More As This Story Develops | Rob              | Filme para a TV         |
| 2012 | The Dark Knight Rises       | Ra's Al Ghul     |                         |
| 2015 | Revenge                     | Tony Hughes      | 2 episódios             |